# Stephanie Houtzeel
Stephanie Houtzeel (geboren in Kassel) ist eine deutsch-amerikanische Mezzosopranistin und Ensemblemitglied der Wiener Staatsoper.

## Leben und Werk
Houtzeel ist nahe Boston aufgewachsen: sie studierte Politikwissenschaft und Französisch und begann schließlich im Alter von 25 Jahren ihr Musikstudium am New England Conservatory und an der Juilliard School. Sie war die erste Preisträgerin des Juilliard’s Vocal Arts Debut Award und erhielt auch eine Auszeichnung bei der International Queen Elisabeth of Belgium Competition.
Erstmals aufgefallen ist Houtzeel 2003 als Komponist am Opernhaus Graz unter Philippe Jordan, eine Rolle, die sie danach auch in Zürich, Köln, Tel Aviv und Antwerpen, sowie an der Wiener Staatsoper gesungen hat. Seit 2010 gehört sie dem Ensemble der Staatsoper an und hat dort unter anderem die Dorabella, den Octavian, die Varvara in Katja Kabanowa, den Orlofsky und die Olga, sowie die Jenny Hill im Aufstieg und Fall der Stadt Mahagonny gesungen. Sie war in allen großen Mezzo-Partien von Mozart zu hören, als Dorabella auch in Straßburg, als Sesto in Graz und als Idamante in Graz und Washington. Ihr französisches Repertoire umfasst den Nicklausse (in Lissabon, Antwerpen, St. Gallen und Linz), die Marguerite (in Antwerpen und Tallinn), sowie die Charlotte (in Sassari). An der Opéra de Lyon gastierte sie als Orlofsky, 2012 war sie als Arsace in Semiramide an der Königlichen Oper in Stockholm zu sehen und zu hören.
Ein Schwerpunkt Stephanie Houtzeels ist das Barockfach: Sie sang die Titelrolle in Lullys Armide und La Haine in Glucks Armide, Juno und Mystery in Purcells The Fairy-Queen in Rennes, die Ino in Semele in Graz und die Titelrolle in Ariodante in Linz. Als Rosmira in Händels Partenope debütierte sie an der New York City Opera und als Ottavia in L’incoronazione di Poppea an der Dresdner Semperoper. Houtzeel war aber auch die Darstellerin der Titelrolle der Fatinitza in Franz von Suppés Operette beim Lehár Festival Bad Ischl (die Aufführung unter Leitung von Vinzenz Praxmarer wurde auch auf CD eingespielt).
2013 debütierte Houtzeel als Mrs. Meg Page im Falstaff bei den Salzburger Festspielen, als Martha in Schuberts Lazarus im Theater an der Wien und als Donna Elvira im Theater St. Gallen. 2015 singt sie die Mutter Gertrude in Roland Geyers Inszenierung von Hans Heiling (mit einer großen Melodram-Szene).
Zu ihren Konzertauftritten zählen Mahlers Dritte, Des Knaben Wunderhorn im Wiener Musikverein und in der Avery Fisher Hall. Sie ist mit namhaften Orchestern aufgetreten, untere anderem mit den Wiener Philharmonikern und dem Bruckner Orchester, unter Leitung von Dirigenten wie Ádám Fischer, Dennis Russell Davies, Philippe Jordan, Pinchas Steinberg, Philippe Herreweghe, Teodor Currentzis, Claus Peter Flor und Michael Hofstetter.
Houtzeel ist die Großnichte von Max Walter Sieg und ist Mutter eines Sohnes.

## Aufnahmen
Es existieren einige Aufnahmen von ihr. So sang sie die Titelrolle in Lullys Armide ein, die Alt-Solos in Mozarts Requiem unter Teodor Currentzis und ihre CD mit Händel-Kantaten fand große Beachtung.

## Auszeichnung
- 2003 Nachwuchssängerin des Jahres (Zeitschrift Opernwelt) für die Darstellung des Komponisten am Opernhaus Graz